# F.B.C. Union ClodiaSottomarina 1973-1974
Questa voce raccoglie le informazioni riguardanti il F.B.C. Union ClodiaSottomarina nelle competizioni ufficiali della stagione 1973-1974.

## Rosa
| N. |                   | Ruolo | Calciatore                |
| -- | ----------------- | ----- | ------------------------- |
|    | Italia (bandiera) | A     | Giovan Battista Benvenuto |
|    | Italia (bandiera) | D     | Gianni Biasio             |
|    | Italia (bandiera) | C     | Dino Bonaretti            |
|    | Italia (bandiera) | D     | Giorgio Boscolo           |
|    | Italia (bandiera) | C     | Francesco Casagrande      |
|    | Italia (bandiera) | C     | Danilo Davanzo            |
|    | Italia (bandiera) | A     | Giuseppe Fellina          |
|    | Italia (bandiera) | D     | Giuliano Groppi           |
|    | Italia (bandiera) | A     | Gino Levantacci           |
|    | Italia (bandiera) | C     | Livio Pin                 |

| N. |                   | Ruolo | Calciatore         |
| -- | ----------------- | ----- | ------------------ |
|    | Italia (bandiera) | C     | Roberto Quadalti   |
|    | Italia (bandiera) | C     | Angelo Quintavalle |
|    | Italia (bandiera) |       | Ricci              |
|    | Italia (bandiera) | D     | Pier Giorgio Sambo |
|    | Italia (bandiera) | C     | Enzo Scaini        |
|    | Italia (bandiera) | D     | Giovanni Stella    |
|    | Italia (bandiera) | C     | Albertini Tiozzo   |
|    | Italia (bandiera) | P     | Angelo Vadalà      |
|    | Italia (bandiera) | A     | Giuseppe Vianello  |
|    | Italia (bandiera) | A     | Antonio Visentin   |